# ألوريت جاوي
الألوريت الجاوي (الاسم العلمي:Aleurites javanica) هو نوع غير مؤكد من النباتات يتبع جنس الألوريت من الفصيلة الفربيونية.